# Faryngit
Faryngit (nylat. pharyngitis, av farynx) är en samlingsbeteckning för inflammationer i svalget. Det är en vanlig orsak till halsont och kan ingå som förkylningssymtom.

## Orsak
Vanliga smittämnen som orsakar faryngit är bland bakterier betahemolytiska streptokocker grupp A (GAS; Streptococcus pyogenes) och bland virus är det framför allt adeno-, Epstein–Barr- och cytomegalovirus. En mycket allvarlig form av faryngit är difteri, som är sällsynt i Sverige.

## Symtom
Faryngit är ofta kombinerad med inflammationer i näsan och svullna lymfkörtlar. Som faryngit räknas också varansamlingar i halsen och halsfluss. Ofta engageras halsmandlarna (tonsillerna), tonsillofaryngit.
Symtom är framför allt smärta vid sväljning, rodnat svalg och eventuellt beläggningar på tonsillerna. Diagnos grundas framför allt på anamnes och klinisk undersökning, som vid osäkerhet kan kompletteras med bakteriologisk och eller virologisk diagnostik. Vid behandling av bakterieorsakad faryngit används i första hand penicillin.